# Nit de Sant Daniel
Nit de San Daniel o Nit de l'Escorxador és el nom que històricament rep la nit del 10 d'abril de 1865 quan la Guàrdia Civil, unitats d'Infanteria i de Cavalleria de l'Exèrcit espanyol van reprimir de forma sagnant els estudiants de la Universitat Central de Madrid que realitzaven una serenata a la Puerta del Sol de suport al rector, Juan Manuel Montalbán Herranz que havia estat destituït tres dies abans per ordre governamental per no haver destituït diversos catedràtics, entre ells Emilio Castelar i Nicolás Salmerón, per les seves posicions contràries a la doctrina educativa i ideològica oficial establerta pel govern de Ramón María Narváez.

## Antecedents
El 27 d'octubre de 1864, el Govern de Narváez havia emès una circular que prohibia expressament que a les universitats o fora d'elles els catedràtics emetessin opinions per qualsevol mitjà contràries al Concordat de 1851 o defensessin, entre d'altres, les posicions del krausisme. Al març de 1865 circulaven per la Universitat madrilenya en forma de llibrets clandestins diverses obres de contingut krausista que havien estat incloses a l'Índex de llibres prohibits l'any anterior. Aquesta situació va donar lloc a les protestes dins la universitat dels denominats neocatòlics, els membres destacats del Partit Moderat més intransigents a les doctrines liberals. Al mateix temps, i donada la greu crisi econòmica de caràcter endèmic que travessava la hisenda pública, el govern va decidir plantar-hi cara mitjançant l'alienació parcial dels béns del Patrimoni Reial, aplicant una part (el 75%) com a ingressos públics, i la resta lliurant-lo a la reina Isabel II. Aquest projecte de llei va provocar les ires del Partit Democràtic i del Partit Progressista. Emilio Castelar, aleshores catedràtic d'Història de la Universitat de Madrid, va publicar el dia 21 de febrer un article a la revista La Democracia titulat «¿De quién es el Patrimonio Real?» i, l'endemà, un altre titulat «El Rasgo». En ambdós es mostrava contrari que una part dels diners de l'alienació dels béns fos a parar a les mans privades de la reina, com que considerava que el patrimoni reial era patrimoni nacional.

## Censura i repressió
L'article va ser censurat, però no obstant això va ser repartit per Madrid en forma de pasquins i octavetes. Malgrat tot, el 3 de març es va presentar el projecte de llei al Congrés dels Diputats. Les crítiques es van accentuar i, en aplicació de la circular governamental de 1864, el Ministre de Foment,Antonio Alcalá Galiano, va exigir al rector de la Universitat Central, Juan Manuel Montalbán, el cessament immediat d'Emilio Castelar, contra qui el 8 de març es dictava ordre d'empresonament. Davant la negativa del rector, el ministre va publicar a La Gaceta de Madrid el cessament del rector el dia 7 d'abril, al mateix temps que Castelar era desposseït de la seva Càtedra d'Història.
Amb el cessament, el mateix dia es va nomenar al neocatòlic Diego Miguel y Bahamonde com a nou rector. Les mesures van provocar una reacció immediata de solidaritat amb Castelar i Montalbán per part del professorat i dels alumnes. Entre altres, Nicolás Salmerón i Miguel Morayta van dimitir dels seus càrrecss. Amb anterioritat, el 4 d'abril a través del diari La Iberia s'havia sabut que s'anaven a prendre mesures repressives i s'anunciava per al dia del cessament una «serenata» de suport dels alumnes al destituït Montalbán.
El ministre de la Governació, Luis González Bravo, davant la possibilitat que se celebrés l'anunciada serenata, va decretar que permetia al Govern la suspensió dels drets constitucionals, la deportació interna de persones no afins, la instauració de la Llei Marcial i la censura de premsa. No obstant això, el mateix dia 7 el governador civil de Madrid, José Antonio Gutiérrez de la Vega, havia autoritzat la serenata, però immediatament va ser prohibida per González Bravo. Per ordre seva La Guàrdia Civil va dissoldre la manifestació i va dispersar els assistents i va tancar el centre de Madrid els dos dies següents.

## La Nit de San Daniel
El dilluns 10 d'abril el nou Rector prenia possessió del seu càrrec i jurava fidelitat a la reina. Això va provocar protestes entre els estudiants i va mobilitzar al Partit Progressista als barris de l'exterior de la capital. A la tarda, estudiants, obrers i representants del Partit Democràtic i del Progressista van acudir a la Puerta del Sol des de diferents punts amb la intenció d'oferir una nova serenata. En arribar prop de Sol, el ministre González Bravo va ordenar a la guàrdia civil carregar contra els manifestants. A la zona es trobava també una unitat d'Infanteria i una altra de Cavalleria que havien estat mobilitzades al matí per a l'esdeveniment. En total uns mil homes armats.
A l'ordre de González Bravo es van produir diverses càrregues, amb trets i baioneta calada. Els manifestants es van dispersar pels carrers adjacents i van tractar de col·locar barricades sense aconseguir-ho davant l'actuació de la cavalleria. Durant les successives onades van morir catorze manifestants i cent noranta-tres van ser ferits de diversa consideració.

## Conseqüències
Aquesta mateixa nit al Senat González Bravo va exposar les mesures preses contra els manifestants i es va expulsar a la premsa de la sessió, cursant-se l'ordre immediata de censurar el que l'endemà haurien de publicar els periòdics. Diversos d'ells van sortir en aquestes jornades amb les portades en blanc. El dia 11 d'abril, Narváez havia convocat Consell de Ministres extraordinari en el qual Alcalá Galiano (qui va morir poc després d'una angina de pit) i González Bravo es van enfrontar per la duresa de la repressió. Al mateix temps, diversos diaris com Las Novedades, La Iberia, La Democracia, El Pueblo, La Soberanía Nacional i La Nación van publicar un editorial conjunt en el qual cridaven a la calma dels liberals i progressistes per a no respondre a la provocació governamental. Igual s'esdevingué els dies 12, 14 i 19.
Les reaccions polítiques es van produir en els dies posteriors al Senat, però molt atenuades a causa del temor de ser perseguits que en aquest moment tenien tots aquells que s'oposessin al govern Narváez. Salustiano de Olózaga Almandoz, Cánovas del Castillo i Antonio de los Ríos Rosas van ser els més crítics amb González Bravo, arribant a reptar-se en un duel que va acabar sense conseqüències Ríos Rosas i Bravo. Després dels successos de la Nit de San Daniel, Narváez havia posat a prova la fidelitat de l'exèrcit, cosa que havia aconseguit; però el conjunt social de la capital es mostrava totalment en contra. Persones tan dispars ideològicament com Salmerón, Castelar, Cánovas o Olózaga, mostraven sense pudor la repulsa per la política governamental i, d'una o altra manera, anunciaven la fi del regnat d'Isabel II, contra qui els estudiants i el poble de Madrid mostraven ja la seva ira.